# Boulevard des Italiens (film)
 (juillet 2025).
Pour plus de détails, voir Fiche technique et Distribution.
Boulevard des Italiens est un film de Georges Méliès, sorti en 1896. Le film est considéré comme perdu.